# Jardim Botânico do Brooklyn
Jardim Botânico do Brooklyn (em inglês: Brooklyn Botanic Garden - BBG) é um jardim botânico localizado no condado do Brooklyn, no estado americano de Nova Iorque.
Fundado em 1910, possui uma área aproximada de 21 ha e suas principais atrações são:
- Cherry trees (Jardins das cerejeiras) - mais de 200 cerejeiras de 42 espécies asiáticas, sendo que as primeiras árvores foram sementes doadas pelo governo japonês e plantadas logo após a 1° Guerra Mundial. Neste jardim, durante a primavera ocorre a semana do "Sakura Matsuri", além do Hanami (costume tradicional japonês de contemplação das flores de cerejeira);
- The Japanese Hill-and-Pond Garden - um jardim japonês de 1,2 ha construído entre 1914 e 1915 pelo paisagista Takeo Shiota (1881-1943);
- The Cranford Rose Garden - um jardim de rosas aberto ao público desde Junho de 1928. A sua construção foi uma iniciativa do construtor Walter V. Cranford, que doou US$ 15 000,00 para ser aplicado numa nova atração ao BBG. O jardim foi desenhado pelo paisagista e arquiteto Harold Caparn;
- The Native Flora Garden - o primeiro jardim do BBG, construído em 1911 com flores e plantas silvestres e nativas de Nova Iorque;
- The Shakespeare Garden - um jardim, construído em 1925 através de doações do empresário Henry Clay Folger, com mais de 80 espécies de plantas que foram mencionadas em peças e poemas de William Shakespeare;
- The Alice Recknagel Ireys Fragrance Garden - um jardim, criado em 1955 pela arquiteta e paisagista Alice Recknagel Ireys, com sinais e informações em braile, destinado a deficientes visuais;
- The Children's Garden - é um jardim e horta comunitária, destinado a ações educacionais para crianças e estagiários;
- Plant Family Collection - uma área destinada a plantas e árvores organizadas por famílias de várias espécies da botânica;
- Steinhardt Conservatory - são três pavilhões climatizados, contendo grande coleção de plantas das floras tropicais, temperadas e desérticas;
- Starr Bonsai Museum - um pequeno museu de antigas árvores Bonsai.

O BBG também possui lojas de presentes e souvenir, um centro de visitantes e uma grande estrutura de laboratórios, estufas e  hortas para estudos, além de especialistas e profissionais de desenvolvem guias e livros botânicos financiados pela própria instituição.